# Diadocis
Diadocis là một chi bướm đêm thuộc họ Noctuidae.